# Archidiocèse de Valencia
Ne doit pas être confondu avec Archidiocèse de Valence ou Diocèse de Valence.
L'archidiocèse de Valencia (en latin : Archidioecesis Valentinus in Venetiola ; en espagnol : Arquidiócesis de Valencia) est un archidiocèse de l'Église catholique du Venezuela.

## Territoire

provinces ecclésiastiques du Venezuela.
Archidiocèse de Valencia
Suffragants

L'archidiocèse est situé dans l'État de Carabobo et possède une superficie de 3 921 km2 divisé en 65 paroisses. Son siège épiscopal est à Valencia avec la cathédrale-basilique Notre-Dame de Bon Secours (es), il a sous sa juridiction les diocèses suffragants de Maracay, Puerto Cabello et San Carlos de Venezuela.

## Histoire
Le 12 février 1912, le pape Pie XI érige les diocèses de Coro, Cumaná (aujourd'hui archidiocèses), San Cristóbal de Venezuela et Valence par la constitution apostolique "Ad munus ab Unigenito". La province ecclésiastique de Valencia est créée le 12 novembre 1974 par la bulle "Quo Gravius" promulguée par Paul VI, le diocèse de Valencia est élevé au rang d'archidiocèse avec les diocèses suffragants de Maracay et San Carlos, et confère le titre d'archevêque à Mgr Luis Eduardo Henríquez. Le 5 juillet 1994, Valencia cède une partie de son territoire pour la création du nouveau diocèse de Puerto Cabello qui devient suffragant de l'archidiocèse.

## Liste des évêques et archevêques

### Évêques
- Francisco Antonio Granadillo (1923-1927)
- Salvador Montes de Oca (1927-1934)
- Gregorio Adam Dalmau (1937-1961)
- José Alí Lebrún Moratinos (1962-1972), nommé coadjuteur de Caracas et évêque titulaire de Voncaria (de)
- Luis Eduardo Henríquez Jiménez (1972-1974)

### Archevêques
- Luis Eduardo Henríquez Jiménez (1974-1990)
- Jorge Urosa (1990-2005), nommé archevêque de Caracas.
- Reinaldo del Prette Lissot (2007-2022)
- Jesús González de Zárate Salas (depuis 2024)

## Sources
- http://www.catholic-hierarchy.org